# Anton Schall
Anton Schall (Vienna, 22 giugno 1907 – Basilea, 10 agosto 1947) è stato un calciatore e allenatore di calcio austriaco, di ruolo attaccante. Segnò 28 reti in altrettante partite con la sua Nazionale.

## Carriera

### Giocatore
La carriera da giocatore di Schall si consumò con una sola maglietta, quella dell'Admira. Tra il 1925 e il 1941 vinse sette campionati e quattro Coppe d'Austria, e fu capocannoniere della I. Liga/Nationalliga per cinque volte in sei anni, dal 1927 al 1931.
Con 27 reti in 28 presenze in Nazionale, Schall detiene una delle medie più alte della storia del calcio non solo austriaco. Detenne il record di reti segnate in Nazionale dal 1º ottobre 1933 al 15 aprile 1934, e nuovamente dal 27 al 31 maggio dello stesso anno, in competizione con Johann Horvath.
Fu, assieme al collega di reparto Adolf Vogl, il perno offensivo del Wunderteam, e prese parte ai Mondiali del 1934, dove l'Austria arrivò quarta.
Si ritirò dal calcio giocato nel 1941, dopo undici trofei vinti con la maglia dell'Admira.

### Allenatore
La carriera da allenatore non fu altrettanto lunga di quella da calciatore, ma fu comunque vincente. Ingaggiato dagli svizzeri del Basilea nella stagione 1946-1947, li condusse alla vittoria nella Coppa Svizzera, ma morì improvvisamente, a 40 anni, durante un allenamento, per un attacco di cuore.

## Palmarès

### Giocatore

#### Club
- Campionato austriaco: 7

Admira Vienna: 1926-1927, 1927-1928, 1931-1932, 1933-1934, 1935-1936, 1936-1937, 1938-1939
- Coppa d'Austria: 4

Admira Vienna: 1927-1928, 1931-1932, 1932-1933, 1933-1934

#### Nazionale
- Coppa Internazionale: 1

1931-1932

#### Individuale
- Capocannoniere del campionato austriaco: 5

1926-1927, 1927-1928, 1928-1929, 1930-1931, 1931-1932

### Allenatore
- Coppa Svizzera: 1

Basilea: 1946-1947